# Kościół „Jezus jest Panem”
Kościół „Jezus jest Panem” (ang. Jesus Is Lord Church Worldwide, JILCW) – ewangeliczny wolny kościół charyzmatyczny na Filipinach założony w 1978 roku przez Eddie Villanueva. Prowadzi prace misyjną w 60 krajach na całym świecie i skupia 5 milionów członków.

## Nauki
W ramach ruchu zielonoświątkowego, Kościół głosi chrzest w Duchu Świętym, uzdrowienie wiarą i mówienie językami. Wśród sakramentów uznaje chrzest wodny i Wieczerzę Pańską. Opisuje siebie jako „Kościół Pełnej Ewangelii”, skoncentrowany na Chrystusie i opierający się na Biblii. Inną nauką głoszoną przez Kościół jest „królestwo teraz” – wiara w potrzebę objęcia przez chrześcijan władzy politycznej w celu rozwiązania problemów nędzy, niesprawiedliwości i tym podobnych.